# Oppidum
Et oppidum (pl. oppida) er en stor befæstet jernalderlandsby eller bosættelse. Oppida er primært forbundet med den keltiske sene La Tène-kultur, der opstod i det 2. og 1. århundrede f.Kr. og spredte sig over Europa, fra Storbritannien og Iberia i vest til kanten af den ungarske slette i øst. Disse bosættelser blev fortsat brugt, indtil romerne erobrede Syd- og Vesteuropa. Mange blev senere romerske byer, mens andre blev forladt. I regioner nord for Donau og Rhinen – såsom det meste af Germania – hvor befolkningerne forblev uafhængige af Rom, blev oppida fortsat brugt indtil det 1. århundrede e.Kr.

## Definition
Oppidum er et latinsk ord, der betyder "forsvaret (befæstet) administrativt center eller by". Ordet er oprindeligt brugt med henvisning til ikke-romerske byer såvel som provinsbyer under romersk kontrol. Ordet er afledt af det tidligere latinske ob-pedum ("indhegnet rum"), som muligvis kommer fra det proto-indoeuropæiske pedóm- ("besat rum" eller "fodaftryk"). I moderne arkæologisk brug er oppidum et konventionelt udtryk for store befæstede bosættelser forbundet med den keltiske La Tène-kultur.
I sine "Commentarii de Bello Gallico" beskrev Julius Cæsar de større keltiske jernalderbosættelser – som han stødte på i Gallien under Gallerkrigene i 58 til 52 f.Kr. – som oppida. Selvom han ikke eksplicit definerede, hvilke egenskaber der kvalificerede en bosættelse til at blive kaldt en oppidum, fremgår hovedkravene. De var vigtige økonomiske steder, steder hvor varer blev produceret, opbevaret og handlet, og nogle gange havde romerske købmænd slået sig ned, og de romerske legioner kunne skaffe forsyninger. De var også politiske centre, sæde for myndigheder, der traf beslutninger, der påvirkede et stort antal mennesker, såsom udnævnelsen af Vercingetorix som leder af det galliske oprør i 52 f.Kr.:12–13 Cæsar påpegede, at hver gallisk stamme kunne have flere oppida, men ikke alle var lige vigtige. Det kan tyde på en vis form for hierarki. I de erobrede landområder fortsatte romerne med at bruge oppidaenes infrastruktur for at administrere den Romerske Republik og den efterfølgende Romerske Kejserrige – og mange af dem blev senere romerske byer.

## Ekssterne henvisninger
- Wikimedia Commons har flere filer relateret til Oppidum